# Albergue de mujeres
Pour plus de détails, voir Fiche technique et Distribution.
Albergue de Mujeres est un film argentin réalisé par Arturo S. Mom (es), sorti en 1946.
Le film est centré sur les femmes et les thèmes féministes.

## Synopsis
Différentes histoires se déroulent dans une résidence destinée aux femmes.

## Fiche technique
- Titre : Albergue de mujeres
- Réalisation : Arturo S. Mom (es)
- Scénario : Arturo S. Mom et Emilio Villalba Welsh
- Musique : Alejandro Gutiérrez del Barrio
- Photographie : Roque Funes
- Montage : José Cardella
- Société de production : Establecimientos Filmadores Argentinos
- Pays :  Argentine
- Genre : Drame
- Durée : 87 minutes
- Date de sortie : 16 août 1946

## Distribution
- Aída Alberti
- Orestes Caviglia
- Bertha Moss
- Milagros de la Vega
- Golde Flami
- María Rosa Gallo
- Horacio Priani
- Lydia Quintana
- José Ruzzo
- Leticia Scury
- Marino Seré